# Siren: Blood Curse
Siren: Blood Curse è un videogioco survival horror prodotto e sviluppato da Sony per la PlayStation 3 uscito nel 2008. Il titolo è il remake della serie Forbidden Siren sviluppata per PlayStation 2 e inizialmente il titolo previsto era Siren: New Translation; questo episodio si concentra su una troupe televisiva americana che arriva in Giappone per indagare sui misteri di Hanuda a seguito degli eventi del primo gioco. Una demo è stata pubblicata sul PlayStation Network in Giappone il 25 aprile 2008. Il gioco è diviso in 12 episodi resi inizialmente disponibili tramite il PlayStation Network e in ogni episodio si ha un cambio di personaggi. Il 29 ottobre 2008 è stata pubblicata la versione Blu-ray Disc del gioco in fascia prezzi Platinum, contenente tutti i 12 episodi della serie.

## Trama
(Sol Jackson)
Il gioco inizia con una troupe americana di un programma sul paranormale, che sta filmando un rito sacrificale nel piccolo villaggio giapponese di Hanuda, che prevede l'uccisione di due ragazze. La prima ragazza viene uccisa, sotto gli occhi di Melissa Gale, del suo assistente Sol Jackson e dell'ex marito di Melissa, Sam Monroe (che all'inizio crede sia tutto una scena ricreata da Sol e Melissa). Il boia si appresta ad uccidere la seconda ragazza, ma questa viene salvata da un ragazzo, Howard Wright che, avendo assistito all'omicidio della prima, interrompe il rituale e in seguito scappa nella foresta. In seguito Howard viene aggredito da un poliziotto che non sembra essere umano (è, in realtà, uno shibito). Dopo averlo ucciso (o almeno questo è quello che crede lui) si dirige sulla strada dove il poliziotto, tornato misteriosamente in vita, gli spara. Intanto, vicino al luogo del rituale, Melissa e Sam hanno un acceso dibattito accentuato dal fatto che Sam ha portato con sé anche la loro figlia, Bella. La loro discussione viene però interrotta dal fatto che la ragazza uccisa prima nel rito è tornata in vita ed è diventata uno shibito. Da qui in poi per tutti loro comincerà una lotta per sopravvivere e per scoprire la verità su questo terrificante posto, tagliato via dal resto del mondo, in cui riecheggia il suono di una terrificante sirena.

## Modalità di gioco
L'avventura è divisa in dodici episodi, ognuno dei quali è a sua volta costituito da diversi capitoli. All'inizio di ogni nuovo episodio è presente un riassunto di quello precedente così come alla fine v'è un'anticipazione del successivo; questo modo di collegare fra loro i vari episodi fa sì che al giocatore venga data l'impressione di trovarsi di fronte a un serial televisivo, creando un effetto davvero stupefacente. Ogni episodio è rigiocabile e si possono rivedere anche i filmati.
Il gameplay consiste nell'indagare sui misteri di Hanuda, cercando al contempo di sopravvivere ai malefici Shibito; sono presenti diversi enigmi e rompicapi, con sezioni tipicamente stealth. Non tutti i personaggi di cui si prenderà il controllo, infatti, sono in grado di affrontare gli Shibito, cosa che obbligherà i giocatori a cercare di evitarli e di non farsi scoprire. Grazie alle forze demoniache che aleggiano sul villaggio di Hanuda, è possibile vedere attraverso gli occhi degli Shibito tramite il "Sight-Jacking" in modo tale da capire se i nemici si stanno avvicinando oppure no.
Nel capitolo 8, quando si comanda Melissa, è possibile sbloccare una serie di minigiochi giocabili dal menu principale (tuttavia bisogna obbligatoriamente essere connessi al PSN).

## Gli Shibito
Gli Shibito sono esseri umani morti la cui anima è stata rimpiazzata con una parte dell'energia fetida di Kaiko, la divinità adorata dalla famiglia Saiga e dai suoi sostenitori, e sono quanto resta degli antichi abitanti di Hanuda. Malgrado sembrino ricordare qualcosa della loro esistenza da vivi non sono molto intelligenti, e seguitano a ripetere all'infinito i gesti e i compiti che erano soliti svolgere prima di morire. Possiedono una sorta di coscienza collettiva che permette loro di lavorare e operare con molta coordinazione, inoltre sembrano capaci di comunicare tra di loro, oltre che con le parole, anche con una sorta di linguaggio telepatico. Dal momento che non sono realmente vivi, ma mossi semplicemente da un'energia demoniaca, sono impossibili da uccidere, e anche se vengono messi fuori combattimento si rialzeranno dopo poco tempo. Ne esistono di cinque tipi, Umani, Ragno, Mosca, Larva e Cervello.
Shibito Umani: sono gli shibito più comuni, quelli che si incontrano con maggiore frequenza. Pur mantenendo un aspetto umano presentano le caratteristiche tipiche dei cadaveri: hanno una pelle pallida e raggrinzita, perdono sangue da vari orifizi e non hanno pupille, inoltre emanano odore di putrefazione. Sono soliti ripetere incessantemente le attività che svolgevano da vivi, come coltivare i campi, scavare la roccia o guardare la televisione, e hanno reminiscenze della loro vita terrena. Tuttavia, possono svolgere anche mansioni più complesse, come officiare un rituale o edificare una struttura. Possono comunicare tra di loro, sia a parole che, apparentemente, con il pensiero. Se armati, attaccano il nemico con la loro arma, altrimenti lo affrontano a mani nude o gli saltano addosso tentando di strangolarlo. Alcuni shibito di questo tipo seguitano a preservare il proprio aspetto umano, per altri invece si tratta di una condizione transitoria prima di trasformarsi in uno qualsiasi degli altri tipi.
Shibito Ragno: gli shibito ragno, come tutti i loro compagni non umani, sono shibito nei quali il potere di Kaiko ha raggiunto livelli tali da mutarne l'aspetto fisico, permettendo loro di evolversi similmente ad alcune specie di insetti. Gli shibito ragno si spostano su quattro zampe con la schiena rivolta verso il basso, e il loro stomaco si è gonfiato fino a rassomigliare, per l'appunto, all'addome di un ragno. Molto agili, possono camminare sui soffitti e sulle pareti, e sono soliti muoversi in gruppi di due o tre individui. Non sembrano amare particolarmente la luce, infatti si fanno vivi unicamente di notte e restano perennemente rintanati in luoghi oscuri evitando di uscire all'esterno. Poiché si spostano su quattro zampe non possono usare armi, perciò caricano il nemico o lo buttano a terra per strangolarlo. Se sono in gruppo, cercheranno di circondare la loro preda per attaccarla da diverse direzioni.
Shibito Mosca: gli shibito mosca sono gli unici shibito in grado di volare, e si spostano quasi esclusivamente in volo. Possiedono un grosso paio di ali d'insetto sulla sommità della testa, e un altro più piccolo al posto delle ciglia inferiori. Si incontrano esclusivamente negli spazi aperti, ovvero nelle risaie, nel villaggio e nel nido degli shibito e come gli shibito ragno sono soliti muoversi in gruppo. Se armati, planeranno sul nemico attaccandolo da varie direzioni, in caso contrario gli arriveranno da sopra e lo solleveranno in aria tentando di strangolarlo. Sembrano meno resistenti degli altri shibito, ma impiegano meno tempo degli altri a risvegliarsi dopo essere stati resi inoffensivi.
Shibito Larva: i più potenti e pericolosi tra gli shibito. Gli shibito larva possiedono braccia e gambe umane, ma al posto del resto del corpo presentano un lungo e pulsante addome carnoso che ingloba anche la testa lasciando scoperto unicamente il volto. Alti dai due metri e mezzo ai tre metri possiedono una forza straordinaria, tanto da poter sradicare alberi e pali della luce e usarli come armi. Una volta individuato il loro nemico, se possono lo attaccano frontalmente, a mani nude o con un oggetto, altrimenti gli scagliano addosso tutto quello che capita loro a tiro, dalle cassette della posta ai cartelloni. Molto lenti nei movimenti, camminano il più delle volte spostandosi su due gambe, anche se a volte sono costretti a mettersi a quattro zampe o ad appoggiarsi a qualcosa per sostenere la loro enorme mole. A causa della quantità esorbitante di potere di Kaiko che possiedono dentro di loro sono praticamente invincibili e impossibili da uccidere. Neppure una tempesta di fulmini risulta sufficiente metterli al tappeto, malgrado sembrino possedere una certa vulnerabilità al fuoco. L'unico modo per toglierseli di mezzo è rifugiarsi lì dove la loro mole gli impedisce di arrivare o uccidere lo shibito cervello da cui attingono energia.
Shibito cervello: punto di collegamento tra Kaiko e gli altri shibito, gli shibito cervello sono facilmente riconoscibili per le loro forme mostruose. Nella maggior parte dei casi si tratta di corpi informi impossibilitati a muoversi, in altri invece mantengono una parvenza umana. Essi attingono energia direttamente da Kaiko, energia che successivamente distribuiscono tra gli altri shibito permettendo loro di continuare ad esistere. Ogni shibito cervello comanda un ristretto numero di shibito minori, e nel caso in cui dovesse venire ucciso anche tutti i suoi subordinati subirebbero la stessa sorte. A differenza degli altri shibito, se uccisi sembrano morire definitivamente.

## Personaggi
In Siren: Blood Curse appaiono vari personaggi, che si alternano tra di loro nei vari momenti della trama permettendo al giocatore di controllarli quasi tutti e di avere una panoramica generale degli eventi che vanno susseguendosi.
- Howard Wright: è a tutti gli effetti il protagonista del gioco. È americano, ma studia alla scuola internazionale di Tokyo e parla abbastanza bene il giapponese. Ha da poco conseguito la patente per poter guidare la moto, e sarà proprio con la moto che si recherà ad Hanuda dopo aver trovato un misterioso messaggio sul suo blog. Per gran parte della vicenda avrà l'incarico di proteggere Miyako di cui si è innamorato. A metà della storia viene ucciso da Melissa con un colpo di pistola, ma alla fine, quando il tempo torna indietro, dopo aver sconfitto Kaiko resterà nella dimensione parallela e, armato fino ai denti, continuerà la lotta nella dimensione oscura contro la maledizione e gli shibito, avendolo promesso a Miyako che gli resterà accanto. Soprattutto Bella sopravvive, divenuta uno spirito maligno che mira ad aprire nuove dimensioni oscure e sarà compito di Howard fermarla.
- Sam Monroe: è, dopo Howard, il personaggio principale della storia. Professore di antropologia, è specializzato in forme di sincretismo religioso, ma non pare godere di molta considerazione all'interno degli ambienti universitari. Proprio per la sua poca importanza viene scritturato a basso prezzo come consulente per la spedizione ad Hanuda, scoprendo solo in seguito che la direttrice del documentario è la sua ex moglie Melissa, dalla quale ha recentemente divorziato. Trasformatosi inizialmente in uno shibito ragno, al termine della storia, dopo che il tempo è tornato indietro, rimane coinvolto nel vortice temporale che distrugge la dimensione parallela e finisce sulla montagna di fango che seppellì Hanuda nel 1976. Sarà lui a mandare ad Howard il messaggio con l'esortazione a recarsi ad Hanuda nell'agosto del 2008. Leggendo i dossier si viene a sapere che capisce ma non scrive il giapponese, e che, a detta di Bella, è un pessimo cuoco.
- Melissa Gale: è il principale personaggio femminile. Melissa Gale è laureata in giornalismo e, dopo una carriera tutto sommato abbastanza buona, anche se non esaltante, ha ottenuto la direzione di un piccolo programma televisivo della fascia pomeridiana dedicato al mondo del mistero. Inizialmente sposata con Sam Monroe lo ha lasciato poco dopo la nascita di Bella, sia per inseguire i suoi sogni lavorativi sia, apparentemente, per incompatibilità di carattere. Fra le altre cose, Melissa rimprovera a Sam di usare ancora gli occhiali che lei gli aveva regalato, nonché un'eccessiva sottomissione all'anziana madre, recentemente morta. Quando riceve l'incarico di girare il documentario su Hanuda le viene assegnato un misterioso scienziato da due soldi, ma quando scopre che si tratta di Sam va' su tutte le furie, soprattutto perché ha anche portato con sé Bella. A metà della storia uccide Howard in preda alla follia dopo che Bella si è trasformata in uno shibito, mentre in quello autentico si trasforma in uno shibito larva, venendo distrutta assieme alla dimensione parallela.
- Bella Monroe: è la figlia di Sam e Melissa. Ha dieci anni, ed è molto matura per la sua età. Sente molto la mancanza della madre, alla quale invia abitualmente alcuni dei suoi disegni, e porta sempre con sé un quaderno che usa come un diario. Nel primo finale si trasforma in uno shibito cervello, mentre in quello definitivo rimane coinvolta assieme al padre nel vortice temporale, finendo però nell'Hanuda del 632. Qui, divenuta una sacerdotessa, in preda alla fame in seguito ad una carestia mangerà le carni del corpo dell'entità Kaiko, ottenendo l'immortalità ma dando vita alla maledizione di Hanuda. Anche se sembra venire sconfitta alla fine con il collasso della dimensione oscura, sopravvive e mira a iniziare un nuovo rituale. È palese che si scontrerà di nuovo con Howard, rimasto anche lui nella dimensione per combattere gli shibito.
- Sol Jackson: è il regista e il cameraman del programma televisivo in cui lavora Melissa. È innamorato pazzamente del suo capo, e sogna di potersi un giorno dichiarare a lei (ha persino scritto la pseudo-sceneggiatura del momento). È possibile giocare nei suoi panni solo in un'occasione, mentre per tutto il resto della storia causerà parecchi problemi ai Monroe sotto forma di shibito ragno.
- Amana: misteriosa donna afflitta da amnesia, Amana viene incontrata da Howard poco dopo l'inizio della vicenda. Malgrado inizialmente non ricordi nulla del proprio passato sembra conoscere molte cose su Hanuda e ha dei flashback in cui rivede eventi della sua vita. Questi flashback la condurranno infine all'altare di Kaiko, dove recupererà i propri ricordi. Si viene quindi a scoprire che è la Bella finita nell'Hanuda del passato; dopo essere stata maledetta con l'immortalità per aver mangiato il corpo di Kaiko ha promesso al dio di aiutarlo nella propria resurrezione in modo da potersi liberare della maledizione.
- Seigo Saiga: ultimo erede della famiglia Saiga, Seigo è la somma autorità del culto di Kaiko. In realtà non è realmente membro della famiglia Saiga, ma è stato da questa adottato dopo che i suoi veri genitori morirono in un incidente stradale. È il direttore dell'ospedale di Hanuda, e sa usare magistralmente il fucile. È lui a presenziare al rituale per l'avvento di Kaiko, ma prima che possa uccidere Miyako viene fermato da Howard. Nel primo finale si suicida sparandosi in bocca nel tentativo di sottrarsi al cerchio senza fine degli eventi che si ripetono, diventando uno shibito, mentre in quello reale, dopo essere stato sconfitto in duello da Howard e purificato dall'Uyren, muore definitivamente, ricongiungendosi alla sua Yukie.
- Miyako: è la somma sacerdotessa nonché incarnazione della divinità nemica di Kaiko per il dominio della regione di Hanuda. Ha diverse centinaia di anni, ma il suo aspetto è quello di una giovane ragazza coi capelli neri. Dopo essere stata salvata da Howard dal tentativo di sacrificio che avrebbe consegnato la città a Kaiko si allea con il suo salvatore per mettere fine una volta per sempre alla minaccia del dio. Alla fine della storia, Howard non riuscirà ad impedire che venga offerta in sacrificio per permettere l'avvento di Kaiko, ma in seguito la ragazza, trasformatasi in pura energia, farà confluire tutti i suoi poteri nell'Uyren, permettendo ad Howard di distruggere definitivamente Kaiko e sterminare gli shibito, cancellando la maledizione. Resterà a fianco di Howard per combattere gli Shibito.
- Yukie: giovane infermiera di ventiquattro anni che vive ad Hanuda e lavora nell'ospedale Saiga. È innamorata, e apparentemente ricambiata, di Seigo, ma poiché ha l'età giusta per essere la damigella d'onore di Miyako viene offerta in sacrificio dallo stesso Seigo nella cerimonia per l'avvento di Kaiko. Divenuta uno shibito, verrà affrontata e uccisa più e più volte da vari personaggi fino a quando, trasformatasi in uno shibito cervello, verrà uccisa definitivamente da Seigo che le pianterà un paletto nel cuore.

## Armi
Nel corso dell'avventura si possono trovare diversi tipi di armi, quasi tutte di natura contundente, utilizzabili sia dai giocatori che dagli shibito. Si differenziano tra di loro per maneggevolezza, capacità di danno e tipologia: contundente, da taglio e da fuoco.
In tutto sono trenta, e qui di seguito ne vengono riportate alcune.
Tubo di ferro: una delle prime armi del gioco, anche se non molto comune. Reperibile nelle miniere del Monte Gojaku. Molto efficace, anche se non quanto altri oggetti dello stesso tipo, ma poco maneggevole.
Piede di porco: oggetto da lavoro riconvertito per l'occasione in arma contundente. Lo si può trovare sia nelle miniere che nel nido degli shibito. Più potente del tubo di ferro, ma ugualmente difficile da maneggiare, il che la rende poco efficace contro avversari veloci come le mosche o i ragni.
Bottiglie: armi rudimentali, ma di media efficacia. Esistono vari tipi di bottiglie, tutte capaci, se usate di sorpresa, di stendere qualsiasi avversario con un solo colpo. Le più grosse (da sakè e da whisky) si rompono dopo il primo colpo, diventando inutilizzabili, mentre quella di birra si trasforma in un coccio, passando da arma contundente ad arma da taglio. In entrambi i casi però, non è particolarmente efficace.
Maglio: usato dai minatori del monte Gojaku, è, assieme al piccone da minatore, l'arma non contundente più efficace. Può uccidere qualsiasi avversario con due o tre colpi, ma è sempre piuttosto lenta, e quindi inadatta a fronteggiare avversari rapidi nei movimenti.
Zappa: comune strumento contadino, lo si può trovare nelle risaie all'interno del vecchio deposito degli attrezzi. È sia arma contundente che da taglio, in quanto è possibile usarla per gambizzare l'avversario e piantargli la parte metallica nel petto.
Bisturi: reperibile unicamente nell'Ospedale Saiga. Il bisturi è un'arma veloce e maneggevole, ma, a causa delle sue dimensioni ridotte, non dispone di grande potenza offensiva. È ottimo per affrontare i ragni, ma poco efficace con tutti gli altri nemici.
Ascia: arma da taglio dotata di grande potenza, reperibile sia nel villaggio che nelle risaie. Ne esistono due versioni, una a due mani col manico lungo e una, più piccola, simile ad un grosso coltello.
Coltello: esistono vari tipi di coltelli, reperibili in quasi tutte le mappe del gioco. Si va' dal tagliapasta al coltellaccio da cucina, fino al pugnale. Più efficaci del bisturi, possono uccidere abbastanza in fretta e sono adatti contro tutti i tipi di nemici.
Rivoltella calibro 38: arma da fuoco di piccolo calibro creata sul modello della Tanaka m37 usata dalla polizia giapponese. È l'arma di rappresentanza del poliziotto Shibito, al quale è impossibile toglierla anche dopo essere riusciti a stenderlo. Reperibile solo in tre occasioni da vari personaggi del gioco, ha dalla sua una buona capienza del caricatore e una discreta velocità di fuoco, ma sotto il profilo dei danni inflitti risulta più debole rispetto ad altre armi di questo tipo.
Fucile da caccia: vecchio fucile a retrocarica ispirato al Fucile Tipo 99 dell'esercito giapponese. Dotato di modalità di puntamento, questo fucile è efficace sia dalla corta che dalla lunga distanza, e non lascia scampo ad uno shibito colpito alla testa. È l'arma da fuoco più comune da trovare, ma a dispetto della sua indubbia potenza presenta tempi di ricarica piuttosto lunghi, per non parlare del fatto che il forte rinculo talvolta fa mancare il bersaglio.
Fucile a canna doppia: potente doppietta da caccia, è l'arma da fuoco più efficace in assoluto. Spara proiettili a frammentazione altamente distruttivi che, pur non lasciando scampo ad un nemico a due o tre metri, perdono di efficacia quando il loro bersaglio si trova ad una considerevole distanza. Malgrado possa sparare due colpo in successione e sia meno influenzato dal rinculo, risultando più efficace del Fucile da caccia, come il suo compagno è lungo a ricaricarsi. È l'arma ufficiale di Seigo Saiga.
Fucile a canna mozza: versione modificata del fucile a canna doppia ottenibile segando le canne del fucile originario nei sotterranei della baracca della miniera del monte Gojaku. Pur perdendo la funzionalità di puntamento di precisione, le canne corte producono un maggiore effetto distruttivo sulla breve distanza e rendono il fucile efficace negli spazi angusti delle gallerie della miniera.

## Luoghi
Gli eventi di Siren: Blood Curse si svolgono in una sorta di realtà parallela in cui il villaggio di Hanuda, rimasto sepolto da una valanga di fango nel 1976, è ancora esistente. Su di esso, però, aleggia l'energia malefica di Kaiko, risvegliata dal fallito rituale che si può vedere all'inizio della storia, che ha come isolato la zona del villaggio dal resto del mondo ricoprendo tutto di una strana acqua color sangue e trasformando tutti i suoi abitanti in shibito. I vari capitoli in cui è suddiviso il gioco si svolgono all'interno di mappe non particolarmente estese localizzate in varie parti del villaggio e della zona limitrofa.
Stazione di Polizia: località presente unicamente all'inizio del gioco, all'interno del quale si potranno apprendere i primi rudimenti del gameplay. Si tratta di un piccolo box di polizia che sorge lungo la strada che collega Hanuda con il mondo esterno, poco distante da un ponte ora crollato. Howard avrà qui il suo primo incontro con il poliziotto shibito, al quale tenterà di sfuggire nascondendosi in una casa vicina e che successivamente sarà costretto ad uccidere con una vanga.
Miniere: situate sul Monte Gojaku, le miniere di Hanuda sono state per secoli l'unica fonte di reddito per l'economia del villaggio, infatti non a caso molti abitanti sono anche minatori. Non è chiaro che cosa vi si estragga, probabilmente rame o carbone, ed è costruita su almeno tre livelli, di cui uno sopraelevato, collegati tra di loro da alcuni montacarichi. Durante le operazioni di scavo è venuta alla luce la camera segreta in cui era custodito l'Uyren, la reliquia sacra della divinità che regnava ad Hanuda precedentemente a Kaiko. La sua scoperta innescherà la serie di eventi che porteranno alla notte del sacrificio. Da dopo la comparsa degli shibito la miniera è infestata dagli shibito ragno, che hanno trovato nelle sue gallerie buie il loro rifugio ideale.
Villaggio: una parte della periferia di Hanuda, non lontano dalla stazione di polizia. Da dopo il risveglio di Kaiko, l'intera zona è perennemente coperta da una strana marea di acqua rossa alta circa un metro. Vi si trovano tra le altre cose un ristorante, una torre di osservazione e un tempio con annessa camera di preghiera sotterranea. Vi sono anche un cimitero e una grotta al termine della quale si trova l'altare sacro per l'invocazione di Kaiko.
Ospedale Saiga: ospedale della famiglia Saiga dentro il quale Seigo effettua esperimenti sugli Shibito.
Karuwari
Tabori